# George Alexander Hamilton
Pour les articles homonymes, voir Hamilton et George Hamilton.
George Alexander Hamilton (29 août 1802 - 17 septembre 1871) est un homme politique du Parti conservateur britannique, puis un fonctionnaire. Il est un protestant extrêmement zélé et actif et un partisan de l'Ordre d'Orange.
Il est élu député de la ville de Dublin le 13 avril 1835, après une pétition électorale réussie. Il représente cette circonscription jusqu'à sa défaite aux élections générales de 1837. Il est ensuite élu l'un des députés de l'Université de Dublin lors d'une élection partielle le 10 février 1843 et siège jusqu'à sa démission en janvier 1859.
Il occupe le poste politique de secrétaire financier au Trésor dans les premier (du 2 mars 1852 au 17 décembre 1852) et deuxième ministères du comte de Derby (2 mars 1858 à janvier 1859). Hamilton est nommé secrétaire adjoint au Trésor en 1859 et secrétaire permanent du Trésor en 1867. Ce sont les postes les plus élevés de la fonction publique au Trésor à cette époque, et Hamilton continue à servir jusqu'en 1870. Il devient membre du Conseil privé d'Irlande le 7 août 1869.

## Contexte
Hamilton est né à Tyrella, Downpatrick, comté de Down, le 29 août 1802. Il est le fils aîné du révérend George Hamilton de Hampton Hall, Balbriggan, comté de Dublin, décédé en mars 1833 (cousin germain de George Hamilton), et d'Anna, fille de Thomas Pepper de Ballygarth Castle, comté de Meath. Son grand-père, George Hamilton (1732-1793) (en), est baron de la Cour de l'Échiquier (Irlande) de 1776 à 1793, et un frère cadet de Hugh Hamilton (évêque) (en), évêque d'Ossory.
Il est envoyé à la Rugby School en 1814 et diplômé de Trinity College, Oxford, le 15 décembre 1818, obtenant son baccalauréat en 1821 et est créé DCL le 9 juin 1853.

## Député et fonctionnaire
Peu de temps après avoir quitté l'université, il s'est installé sur le domaine paternel et a commencé à prendre part aux réunions politiques publiques à Dublin. Aux élections générales de 1826, il est candidat à la représentation de cette ville, mais après une lutte sévère et coûteuse de quatorze jours, il est battu par une petite majorité. En 1830 et 1832, il se présente à nouveau sans succès pour le siège de Dublin. À la fin d'une autre élection pour Dublin en janvier 1835, O'Connell obtient 2,678 voix, Ruthven 2,630, Hamilton 2,461, West 2,455. Une pétition est cependant présentée; les commissaires siégèrent du 3 mai 1835 au 6 janvier 1836 et du 29 février au 26 mai, lorsque Hamilton et West sont déclarés dûment élus. L'année suivante, en 1837, il se présente à nouveau à Dublin sans succès, et bien qu'en présentant une pétition, il est soutenu par "les protestants d'Angleterre", et une somme d'argent connue sous le nom d'abonnement Spottiswoode est levée pour l'aider à payer ses dépenses, O'Connell à cette occasion conserve son siège. Tout au long de sa carrière, il prend le parti des Orangistes et est une figure éminente des manifestations protestantes. Lors de la formation de l'Association des laïcs pour la protection des biens ecclésiastiques en août 1834, il devient le secrétaire honoraire de l'association et, pendant une longue période, travaille énergiquement à la cause. Au Parlement, il est surtout connu pour avoir présenté la pétition de la célèbre réunion protestante du 14 janvier 1837, qui a donné lieu à de nombreuses discussions, puis à la commission d'enquête du comte de Roden. Le 10 février 1843, à la suite d'une vacance, il est élu par l'Université de Dublin, circonscription qu'il représente sans interruption jusqu'en février 1859. On lui doit la formation de la Conservative Society for Ireland, qui a constitué le point de ralliement du parti conservateur après l'adoption de la réforme parlementaire de 1832. Le 2 juin 1845, il s'exprime sur le sujet du "godless college bill", car la mesure qui devient la Queen's Colleges (Ireland) Act 1845 est populairement connue, du fait que les trois collèges qu'elle créait ne pouvaient pas donner de cours de Théologie. Un autre discours du 21 août 1848 est imprimé sous le titre «Education in Ireland». Rapport du discours à la Chambre des communes sur la motion de M. Hamilton sur le sujet ci-dessus, 1848. Le 21 juin 1849, sa proposition de modifier l'enseignement en Irlande afin de le rendre acceptable au clergé protestant est rejetée par 162 voix contre 102. Il occupe le poste de secrétaire aux finances du Trésor sous l'administration de Lord Derby de mars à décembre 1852, puis à nouveau au retour des conservateurs au pouvoir de mars 1858 à janvier 1859. À cette dernière date, il est nommé secrétaire permanent du Trésor. Il est admis au Conseil privé du Royaume-Uni le 7 août 1869 et, l'année suivante, il est nommé l'un des commissaires des temporalités de l'Église en Irlande. Il est magistrat et sous-lieutenant du comté de Dublin, et LL. D. de l'Université de Dublin.

## Carrière privée
En tant que propriétaire foncier local et député, il est, comme son père et son grand-père, très actif dans le développement commercial de Balbriggan, agrandissant les installations portuaires et encourageant le développement de la manufacture locale de bonneterie. Il est président de la société qui a construit le Great Northern Railway de Dublin à Belfast. Fervent antiquaire, il mène des fouilles archéologiques de sauvetage sur une Tombe à couloir majeure, découverte à Gormanston, dans le comté de Meath, au cours de la construction du chemin de fer et rédige des rapports sur cette découverte et d'autres découvertes archéologiques dans les travaux de la Royal Dublin Society. Au cours de la grande famine irlandaise, il préside le comité de secours de l'Union des paroisses de Balrothery qui fournissait de la soupe, du pain et des repas aux affamés dans toute la région de North Fingal.
Il est décédé à Kingstown (aujourd'hui Dún Laoghaire), en Irlande, le 17 septembre 1871 et est enterré dans l'église St George, Balbriggan. Malgré ses positions de longue date pour les unionistes, les derniers kilomètres du voyage jusqu'à son enterrement ont été bordés par des milliers de catholiques romains en deuil et il a reçu une nécrologie élogieuse dans le Nationalist Freeman's Journal.

## Famille
Le 1er mai 1835, il épouse Amelia Fancourt, fille de Joshua Uhthoff de Bath, Somerset, Angleterre. Son beau-père (dont la famille était originaire de Brême) a une carrière distinguée dans la fonction publique coloniale et est devenu résident britannique adjoint à Poona.